# NSU 7 ½ PS
Die NSU 7 ½ PS war ein Rennmotorrad der NSU Motorenwerke, das für den Preis von 1300 Mark erhältlich war.

## Geschichte und Technik
Bereits 1904 stellte NSU ein Rennmotorrad vor, die 7 PS mit wassergekühltem V-Motor und 907 cm³ Hubraum. Das wenig erfolgreiche Modell wurde 1908 von zwei luftgekühlten Varianten mit 793 und 1004 cm³ Hubraum abgelöst.
Die hubraumstärkere Variante (Bohrung/Hub: 80 × 100 mm) wurde über einen Spritzdüsenvergaser mit Benzin versorgt und mittels einer Handpumpe geschmiert. Die Zündung erfolgte über einen Niederspannungs-Magnetzünder von Bosch. Der Motor war in einen unten offenen Stahlrohrrahmen eingebaut, das Hinterrad blieb ungefedert, das Vorderrad wurde in einer NSU-Federgabel geführt. Das nur mit einer Rücktrittbremse ausgerüstete Rennmotorrad rollte auf 24-Zoll-Ballonreifen.
Bereits 1908 wurden mit dem Rennmotorrad auf verschiedenen Rennbahnen in Deutschland bis zu 114 km/h erzielt. Der US-Amerikaner Edward (Eddy) Lingenfelder erreichte 1909 auf der Ovalbahn von Los Angeles über die Meile eine Geschwindigkeit von 124 km/h; ein inoffizieller Weltrekord für Motorräder. Am 14. August 1909 gewann Lingenfelder auf der NSU 7 ½ PS  das 10-Meilen-Rennen in Indianapolis.